# Sechskiemer-Sägehaie
Die Sechskiemer-Sägehaie (Pliotrema) sind eine Haigattung aus der Familie der Sägehaie (Pristiophoridae). Wie ihre Verwandten zeichnet sich die Haigattung durch eine lange sägeartige Schnauze aus. Sechskiemer-Sägehaie leben vor der Küste von Ost- und Südafrika, bei Madagaskar und beim Maskarenen-Plateau.

## Merkmale
Sechskiemer-Sägehaie erreichen eine Maximallänge von 98 cm bzw. 143 cm; möglicherweise wird Pliotrema warreni, die größte Art, maximal 170 cm lang. Der Körper ist lang-zylindrisch und schlank gebaut. Der Kopf ist abgeflacht und besitzt eine stark verlängerte und abgeflachte Schnauze mit dem für die Sägehaie typischen sägeartigen Rostrum. Das Rostrum besitzt ein ausgeprägtes Paar Barteln vor den Nasenlöchern, am Seitenrand der „Säge“ dicht zusammenstehende, in Reihen angeordnete gesägte Zähne, sowie mehr oder weniger große Stacheln auf der Unterseite. Bei Jungfischen wechseln sich alternierend große und kleine Rostralzähne ab, die Zahl der kleinen Zähne in den Räumen zwischen den großen erhöht sich im Zuge der Ontogenese. Die einzelnen Zähne der Säge sitzen nicht in Zahnfächern, sondern sind nur auf der Haut befestigt. Rostralzähne und Stacheln sind bei Embryos nach hinten geklappt und von Haut bedeckt. Im Unterschied zu den anderen Sägehaien besitzt die Sechskiemer-Sägehaie zudem kleinere Barteln an der Basis der größeren Sägezähne und die Hauptbarteln liegen näher am Maul als bei den Arten der Gattung Pristiophorus. Die Stacheln auf der Unterseite werden mit zunehmendem Alter kleiner oder gehen verloren. Bei einigen Arten sind sie schwarz.
Die Augen sitzen seitlich am Kopf, dahinter schließen sich die großen Sauglöcher an. Eine Nickhaut fehlt. Die in mehreren Reihen angeordneten Kieferzähne sind klein, haben konische Spitzen und breite Basen. Die Arten der Gattung besitzen sechs Kiemenspalten, während die Sägehaiarten der Gattung Pristiophorus nur fünf Kiemenspalten haben. Wie diese besitzen Sechskiemer-Sägehaie zwei Rückenflossen ohne Dorn. Der Beginn der ersten Rückenflosse liegt oberhalb der freien Spitze der Brustflossen. Eine Analflosse fehlt. Der Schwanzstiel besitzt deutliche Kiele, der Schwanz besteht nur aus einem großen oberen Lobus während der untere Lobus allen Sägehaien fehlt. Der Rumpf ist mit flachen, dreispitzigen Placoidschuppen bedeckt, die wie Dachziegel einander überlappen.
Auf dem Rücken sind die Fische einfarbig hell- oder dunkelbraun manchmal mit mehr oder weniger ausgeprägten gelben Längsstreifen, am Bauch sind sie weißlich, manchmal mit einigen dunklen Markierungen. Die Flossen, vor allem die Schwanzflosse und die Brustflossen weisen manchmal einen weißlichen Rand auf. Die Zähne des Rostrums sind dunkel.

## Lebensweise
Sechskiemer-Sägehaie sind Bodenhaie, die vor allem im Flachwasser vorkommt. Sie ernähren sich räuberisch vor allem von verschiedenen Fischen, außerdem jagen sie Krebstiere, Schnecken und Tintenfische. Zur Nahrungssuche wird das lange Rostrum eingesetzt, welches mit Barteln und anderen Sinnesorganen ausgestattet ist und dadurch Bewegungen und wahrscheinlich auch elektrische Felder und chemische Eindrücke im Meeresboden wahrnehmen kann. Die Beute wird mit der Säge aufgespürt, ausgegraben und wahrscheinlich teilweise auch getötet. Daneben setzt sie die Sägehaie auch gegen Angreifer (vor allem große Haie wie den Tigerhai) sowie gegen Artgenossen ein.
Die Haie sind lebendgebärend und bilden keine Plazenta aus (aplazental vivipar). Die Weibchen bekommen in einem Wurf zwischen fünf und sieben Jungtiere mit einer Länge von etwa 35 cm. Pro Wurf produzieren sie allerdings sieben bis 17 Eier, die sich zu Embryonen mit Dottersack entwickeln, sich jedoch nicht vollständig bis zur Geburt halten können. Die Geburt findet wahrscheinlich in flachen Küstenbereichen im Tidenbereich statt.

## Verbreitung

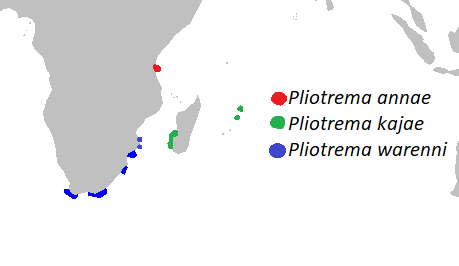
Fundorte der Sechskiemer-Sägehaie

Sechskiemer-Sägehaie sind im südöstlichen Atlantik und südwestlichen Indischen Ozean in sehr abgegrenzten Bereichen vor den Küsten von Südafrika, Mosambik, bei Sansibar, Madagaskar und über dem Maskarenen-Plateau nördlich von Mauritius anzutreffen. Ihr Lebensraum befindet sich im Bereich des Kontinentalschelfs in Meeresbodennähe in Wassertiefen von etwa 25 bis 430 Metern, wobei die ausgewachsenen Tiere häufig in tieferen Regionen leben als die Jungtiere.

## Systematik
Die Gattung der Sechskiemer-Sägehaie (Pliotrema) wurde im Jahr 1906 zusammen mit Warrens Sechskiemer-Sägehai (Pliotrema warenni) durch den britischen Ichthyologen Charles Tate Regan erstmals wissenschaftlich beschrieben und galt lange Zeit als monotypisch. Im Jahr 2020 wurde die Gattung einer Revision unterzogen und zwei weitere Arten wurden beschrieben, so dass es heute drei valide Arten gibt.
- Annas Sechskiemer-Sägehai (Pliotrema annae Weigmann, Gon, Leeney & Temple, 2020)
- Kajas Sechskiemer-Sägehai (Pliotrema kajae Weigmann, Gon, Leeney & Temple, 2020)
- Warrens Sechskiemer-Sägehai (Pliotrema warreni Regan, 1906)